# Manfred Fluck

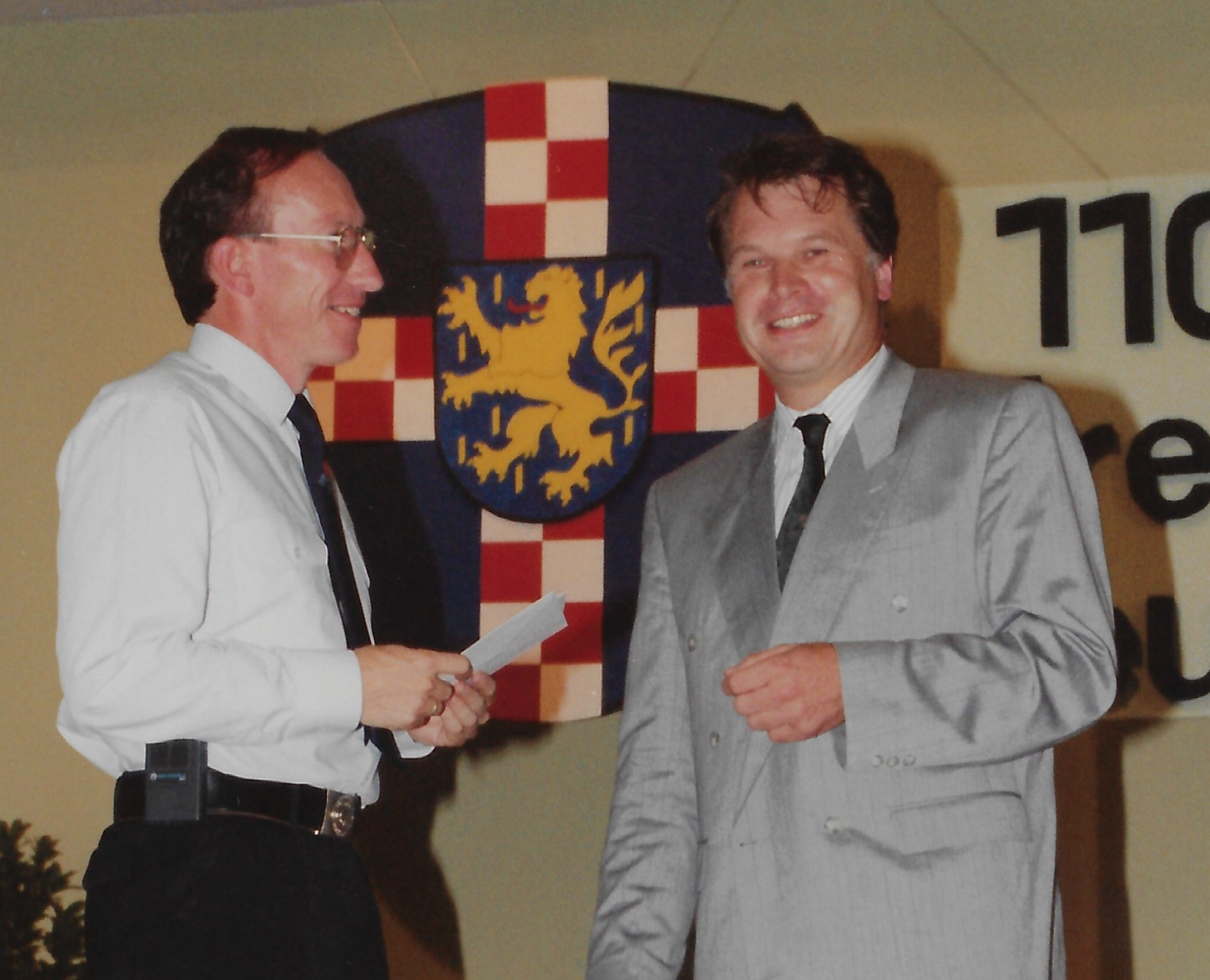
Manfred Fluck (re.) mit Franz-Josef Sehr, 1990

Manfred Fluck (* 23. Oktober 1940 in Fürstenwalde/Spree; † 12. Juli 2025 in Hadamar) war ein deutscher Politiker (SPD) und war von 1989 bis Oktober 2006 Landrat des Landkreises Limburg-Weilburg.

## Leben
Manfred Fluck zog in seiner frühen Kindheit mit seinen Eltern von Fürstenwalde nach Eschhofen und wurde dort im Jahr 1946 eingeschult. Nach seinem Besuch der Volksschule wechselte er zur Tilemannschule in Limburg an der Lahn und legte dort im Jahr 1961 das Abitur ab. Danach studierte Fluck Rechts- und Staatswissenschaften und promovierte 1969 in Saarbrücken. Er ließ sich im Jahr 1971 als Rechtsanwalt in Limburg nieder und wurde 1979 zum amtlich bestellten Notar. Zudem war Manfred Fluck zeitweise Lehrer an der Rhein-Main-Schule Dr. Obermayr in Limburg.
Fluck war Vater von zwei Söhnen und einer Tochter, die 1984 verstarb, hatte vier Enkel und wohnte im Limburger Stadtteil Staffel. Er hatte seinen Zweitwohnsitz im Turm der über 700 Jahre alten Limburger Lahnbrücke.
Er starb am 12. Juli 2025 nach kurzer, schwerer Krankheit in einem Hospiz in Hadamar.

## Politik
Bereits in den 1960er Jahren war Manfred Fluck Stadtverordneter der SPD-Fraktion in der Stadtverordnetenversammlung der Stadt Limburg. Im Jahr 1968 wurde er zum Kreistagsmitglied, von 1972 bis 1983 zum Fraktionsvorsitzenden der SPD und von 1986 bis 1989 zum Kreistagsvorsitzenden gewählt.
Im Juli 1989 wurde Fluck durch den Kreistag mit den Stimmen der SPD und der Liste Bündnis 90/Die Grünen zum Landrat gewählt. Er löste damit seinen Vorgänger Georg Wuermeling (CDU) ab. Bei der erstmaligen Direktwahl des Landrats des Landkreises Limburg-Weilburg am 22. Januar 1995 setzte er sich im ersten Wahlgang gegen den CDU-Kandidaten Karl-Winfried Seif und einen weiteren Kandidaten mit 50,4 Prozent durch. Seine dritte Amtszeit begründete sich durch den Wahlsieg mit 54,1 Prozent in der Stichwahl am 1. April 2001 über den CDU-Kandidaten Manfred Michel.
Bei der Landratswahl im November 2006 trat Fluck aus Altersgründen nicht mehr an. Sein Nachfolger wurde Manfred Michel.